# Félipe Enríquez
Félipe Enríquez Rojas (* 21. Februar 1961 oder 2. März 1961 in Mexiko-Stadt oder in Petialcingo) ist ein ehemaliger mexikanischer Radrennfahrer.

## Sportliche Laufbahn
Enríquez war Teilnehmer der Olympischen Sommerspiele 1984 in Los Angeles. Im Mannschaftszeitfahren wurde der Vierer aus Mexiko mit Raúl Alcalá, Felipe Enríquez, Guillermo Gutiérrez und Cuauthémoc Muñoz auf dem 17. Rang klassiert.
Bei den Zentralamerika- und Karibikspielen 1982 gewann er die Silbermedaille im Mannschaftszeitfahren, ebenso wie bei den Spielen 1986. Im Mannschaftszeitfahren der Panamerikanischen Spiele 1987 holte er mit seinem Vierer Bronze. 1986 wurde er Sieger der Mexiko-Rundfahrt. Die Internationale Friedensfahrt fuhr er 1987 und beendete das Rennen auf dem 85. Rang.

## Anmerkung
Das Geburtsdatum 21. Februar 1961 ist bei Olympedia und Procyclingstats angegeben, der 2. März 1961 bei den Radsportseiten.